# 黃瀛元
黃瀛元（1887年?月?日—?年?月?日），字益庵，湖北省宜昌府東湖縣人，宣統二年工科進士。

## 生平
光绪二十九年(1903年)12月，抵東京，入成城學校學習，官費留學日本東京高等工業學校色染科。
光绪三十一年(1905年)，在日本與宋教仁等創辦中國留學生辦刊物《二十世紀之支那》，後任總庶務。
宣統二年(1910年)七月，结束留学日本，与湖北籍同学李四光等一行七人回国。
宣統二年(1910年)九月二日，內閣奉上諭：黃瀛元著賞給工科進士。
宣統三年(1911年)，授職翰林院庶吉士。
辛亥武昌亂黨事起，其在沙市查抄沒收滿人財產，其後不詳。